# 아구티
아구티(영어: agouti, 스페인어 Agutí 또는 common agouti)는 아구티과 아구티속(영어: Dasyprocta) 동물이다. 몸길이가 60cm이고 귀는 작고 둥글며 다리는 길고 뛰는 모습이 사슴과 닮았고 꼬리는 아주 짧거나 없다. 털은 갈색, 흑갈색 또는 오렌지색이다. 등은 회색이다. 나무의 열매·잎·뿌리를 먹고 새끼는 한배에 두 마리를 낳는다. 새끼는 날 때 이미 털도 있고 눈도 뜨고 있어 태어나자마자 돌아다니지만 20주 정도는 어미와 함께 생활한다. 천적은 퓨마, 재규어, 덤불개, 부채머리수리, 아나콘다 등으로, 멕시코 남부에서 아르헨티나 북부에 걸친 울창한 삼림과 서인도 제도에 산다.

## 유전자
친칠라(Cch)와 함께 설치동물의 털 색깔을 결정하는 유전자 이름(b)의 어원이 된 동물이다.

## 하위 종
- 아자라아구티 (Dasyprocta azarae)
- 검은아구티 (Dasyprocta fuliginosa)
- 검은궁둥이아구티 (Dasyprocta prymnolopha)
- 중앙아메리카아구티 (Dasyprocta punctata)
- 코이바아구티 (Dasyprocta coibae)
- 관아구티 (Dasyprocta cristata)
- 칼리노프스키아구티 (Dasyprocta kalinowskii)
- 멕시코아구티 (Dasyprocta mexicana)
- 오리노코아구티 (Dasyprocta guamara)
- 붉은궁둥이아구티 또는 브라질아구티 (Dasyprocta leporina)
- 로아탄섬아구티 (Dasyprocta ruatanica)

## 같이 보기
- 파카속
- 저지대파카